# Englisberg
| BE ist das Kürzel für den Kanton Bern in der Schweiz. Es wird verwendet, um Verwechslungen mit anderen Einträgen des Namens Wald zu vermeiden. |

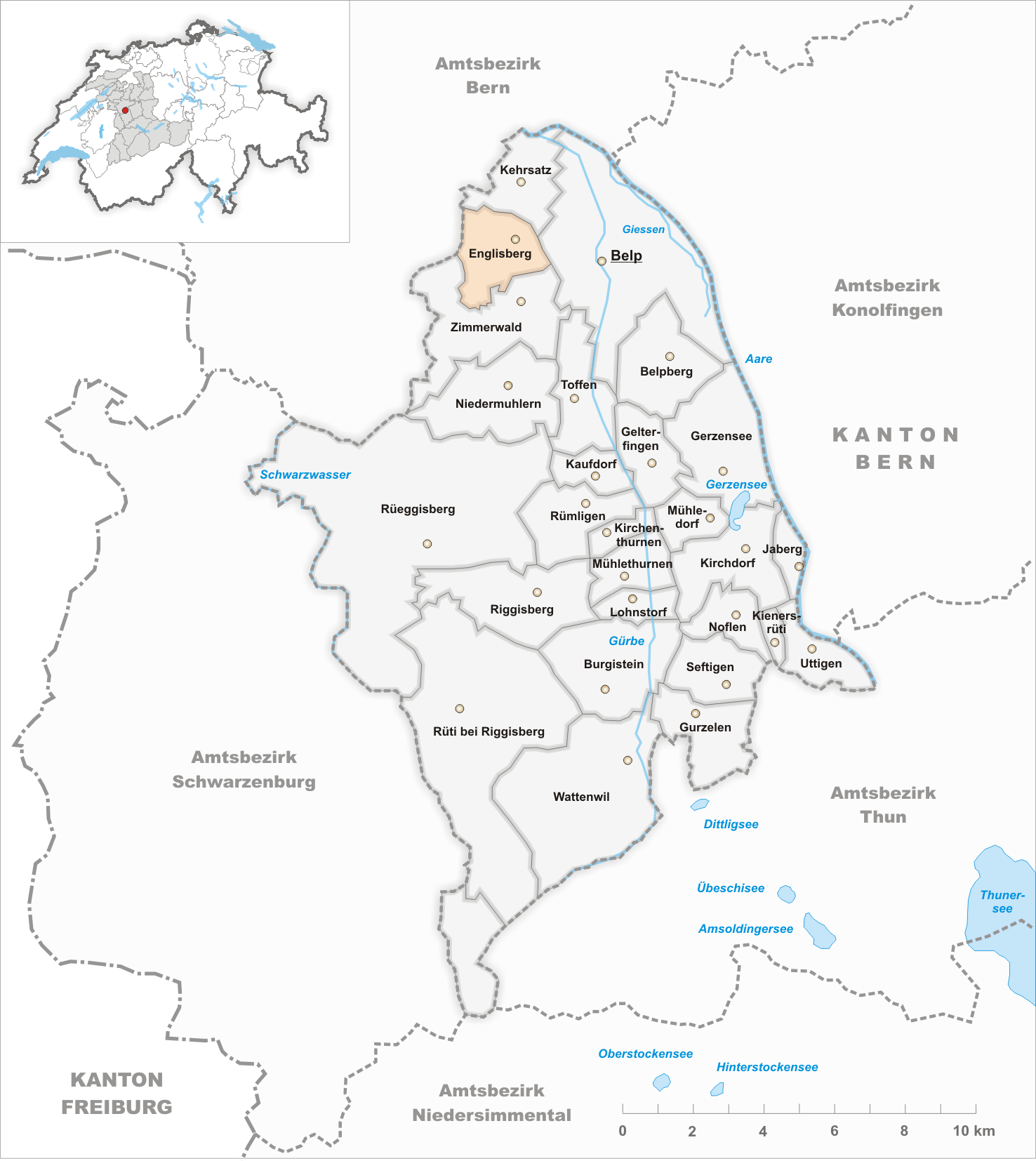
Gemeindestand vor der Fusion am 1. Januar 2004

Englisberg ist eine Ortschaft in der Einwohnergemeinde Wald BE (Verwaltungskreis Bern-Mittelland) im Schweizer Kanton Bern. Bis zum 31. Dezember 2003 war Englisberg eine eigene politische Gemeinde. Am 1. Januar 2004 fusionierte diese mit der Gemeinde Zimmerwald zur neuen Gemeinde Wald BE.

## Geschichte
Das Dorf Englisberg gehörte ursprünglich wohl dem gleichnamigen, in Bern und Freiburg ansässigen Adelsgeschlecht von Englisberg, welches seit Mitte des 12. Jahrhunderts (um 1166 Endlisperc) urkundlich nachweisbar ist. Seit dem 13. Jahrhundert ist auch eine Burg urkundlich nachweisbar, die aber bereits im angehenden 14. Jahrhundert aufgegeben wurde und allmählich zerfiel. Deren Reste sollen laut zeitgenössischen Augenzeugenberichten noch bis Anfang des 19. Jahrhunderts existiert haben, bevor diese gänzlich von den ortsansässigen Bauern zum Zweck der Beschaffung von Baumaterial abgetragen wurden. Im 14. Jahrhundert sind Johannes Bröwo und Peter ab der Furen als Landbesitzer in Englisberg nachgewiesen. Englisberg gehörte kirchenrechtlich ursprünglich zu Belp. Seit dem Bau der Kirche Zimmerwald 1699 bildete Englisberg zusammen mit Obermuhlern und Niedermuhlern das neue Kirchspiel Zimmerwald. Im 16. Jahrhundert erwarben einheimische Bauern die Herrschaftsrechte von Englisberg und damit eine gewisse Autonomie. Aus ihren Reihen wurde auch der jeweilige Gerichtsherr gewählt. Die Graffenried von Kehrsatz besassen 1773 einen Viertel der Herrschaft. Dieser ging 1774 käuflich an Beat Emanuel von Tscharner (Lohn). Wirtschaftlich sicherten sich die Englisberger bereits im Jahre 1649 mit dem Loskauf der Zehntpflicht ihre Unabhängigkeit, welche das Aufblühen mehrerer begüterter Bauerndynastien erzeugte. Hochgerichtlich gehörte Englisberg bis 1798 zum Landgericht Seftigen. Englisberg zählte 1764: 223 Einwohner, 1850: 275, 1900: 567, 1950: 564 und 2000: noch 214. Die relativ hohe Bevölkerungszahl ab 1900 ist auf die Miteinbeziehung der Heiminsassen des 1890 bis 1892 in Kühlewil erbauten stadtbernischen Alters- und Pflegeheimes zurückzuführen. Seit 1996 zählen diese jedoch steuerrechtlich als Einwohner der Stadt Bern. Die alteingesessenen, landbesitzenden Geschlechter von Englisberg sind die Familien Balsiger, Guggisberg, Hosmann, Hossmann, Streit und Zimmermann, zum Teil bis zurück ins 15. Jahrhundert dokumentierbar. Verkehrsmässig ist Englisberg mit der Postautolinie Bern–Riggisberg erschlossen. Am 1. Januar 2004 fusionierte Englisberg mit der Nachbargemeinde Zimmerwald zur neubenannten Gemeinde Wald BE.

## Wirtschaft
Trotz dem überproportionalen Dienstleistungssektor (Alters- und Pflegeheim Kühlewil als grösster Arbeitgeber der Gemeinde) spielt die Landwirtschaft mit 11 aktiven Betrieben unter Teilnahme von über 40 % der Bevölkerung nach wie vor eine grosse Rolle in Englisberg. 253 ha oder 58,8 % der Gesamtfläche stehen unter landwirtschaftlicher Nutzung. Im Jahre 1890 begann der Neubau des stadtbernischen Alters- und Pflegeheimes Kühlewil, mit eigenem landwirtschaftlichem Gutsbetrieb. Von 1982 bis 1988 wurde der Altbau saniert und ein Neubau errichtet. Das Alters- und Pflegeheim Kühlewil stellt den grössten Arbeitgeber der Gegend und bewirkt eine nicht unbeträchtliche Anzahl von Zupendlern. Im Industrie- und Gewerbebereich ist Englisberg stark mit dem Nachbarort Zimmerwald verbunden. Es bestehen diverse Gewerbe- und Dienstleistungsbetriebe, wie Holzbau, Käserei, Karateschule, Lebensmittelgeschäft, Metallbau/Schlosserei, Podologie-Praxis usw. Zusätzlich werden Ferien auf dem Bauernhof angeboten.
2022 wurde das Alters- und Pflegeheim Kühlewil Teil der Stiftung Siloah aus Gümligen. Im April 2024 entschied der Gemeinderat der Stadt Bern, den Boden des Landwirtschaftsbetriebs Kühlewil zu verkaufen, damit er als Realersatz für eine von einer Umsiedlung betroffene Landwirtschaftsfamilie aus Mitholz dienen kann.

## Personen
- Rudolf Joder (* 1950), Nationalrat
- Mark Streit (* 1977), Eishockeyspieler

## Bilder

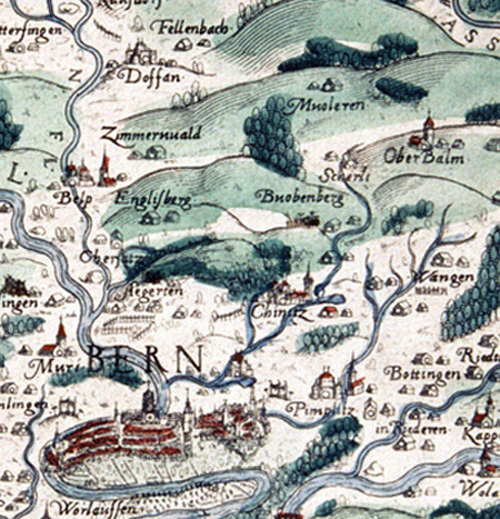
Älteste Landkartenerwähnung von Englisberg, grosse Wandkarte des bernischen Staatsgebiets von Thomas Schöpf, Stadtarzt in Bern, datiert 1578 (Original im Staatsarchiv des Kantons Bern)
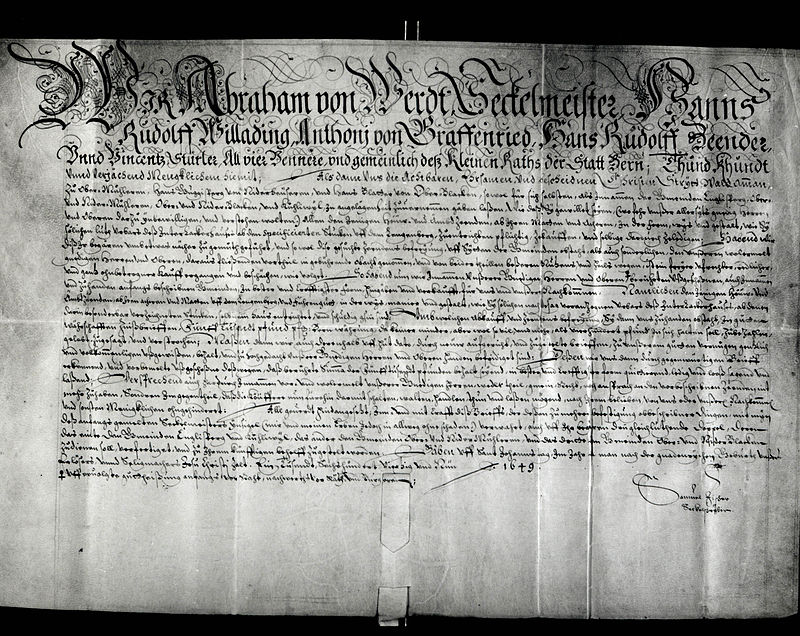
Die Bauern von Englisberg kaufen sich von der Steuerpflicht los, Urkunde datiert 1649, Gemeindearchiv Wald BE
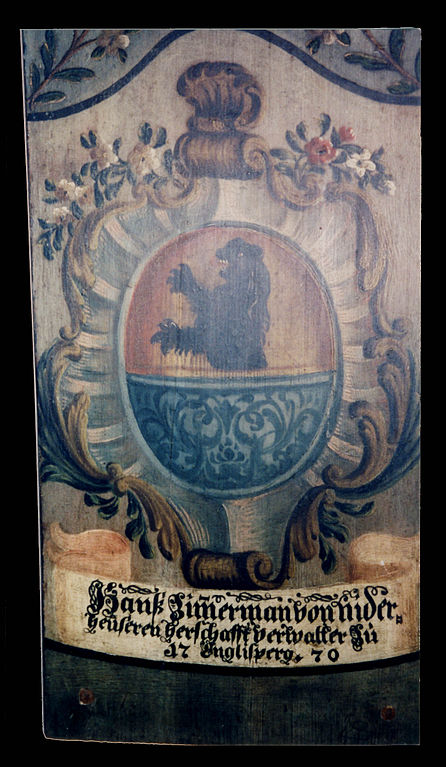
Gemaltes Dorfwappen auf Holz, im Foyer der Kirche Zimmerwald, gestiftet von Hans Zimmermann von Niderhäusern, Herrschaftsverwalter von Englisberg (1770)
Luftbild der Armenanstalt Kühlewil von Walter Mittelholzer (1925)
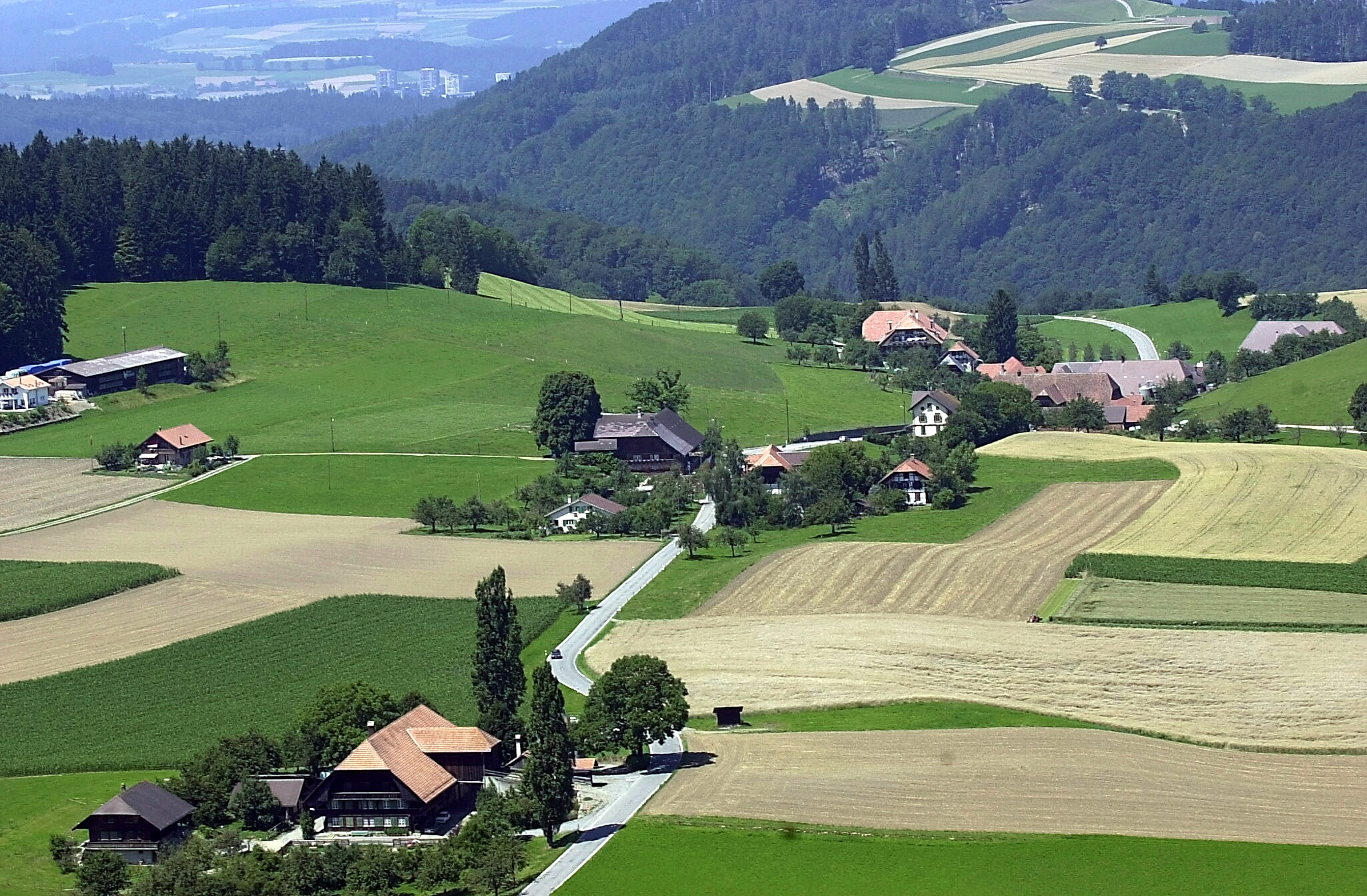
Englisberg, Luftaufnahme, westliche Blickrichtung mit Gurten im Hintergrund
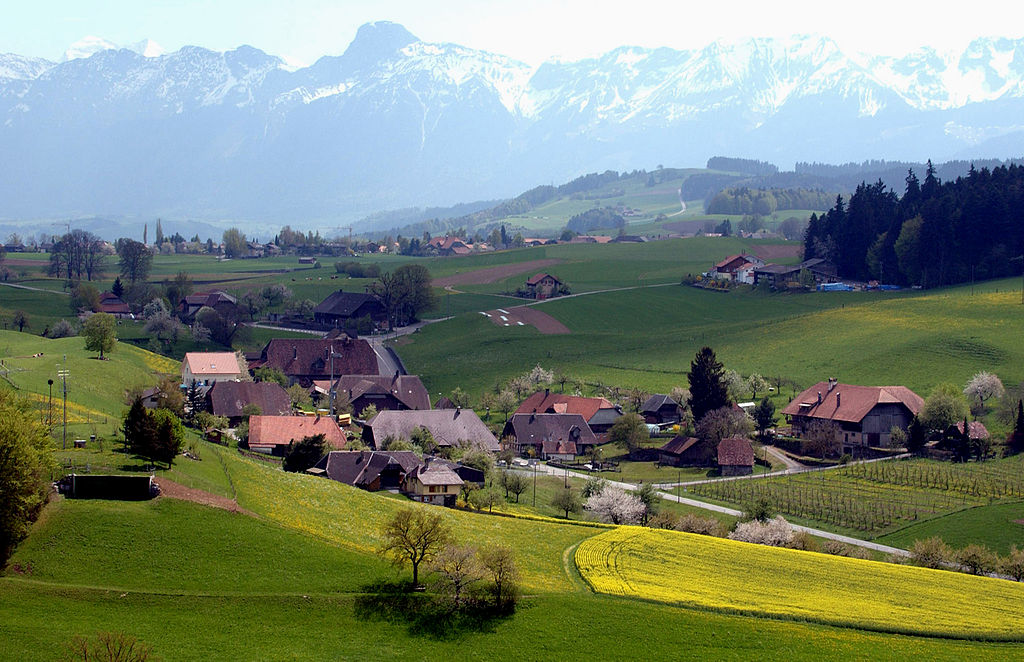
Ansicht Englisberg und Zimmerwald mit Blickrichtung auf den Gantrisch
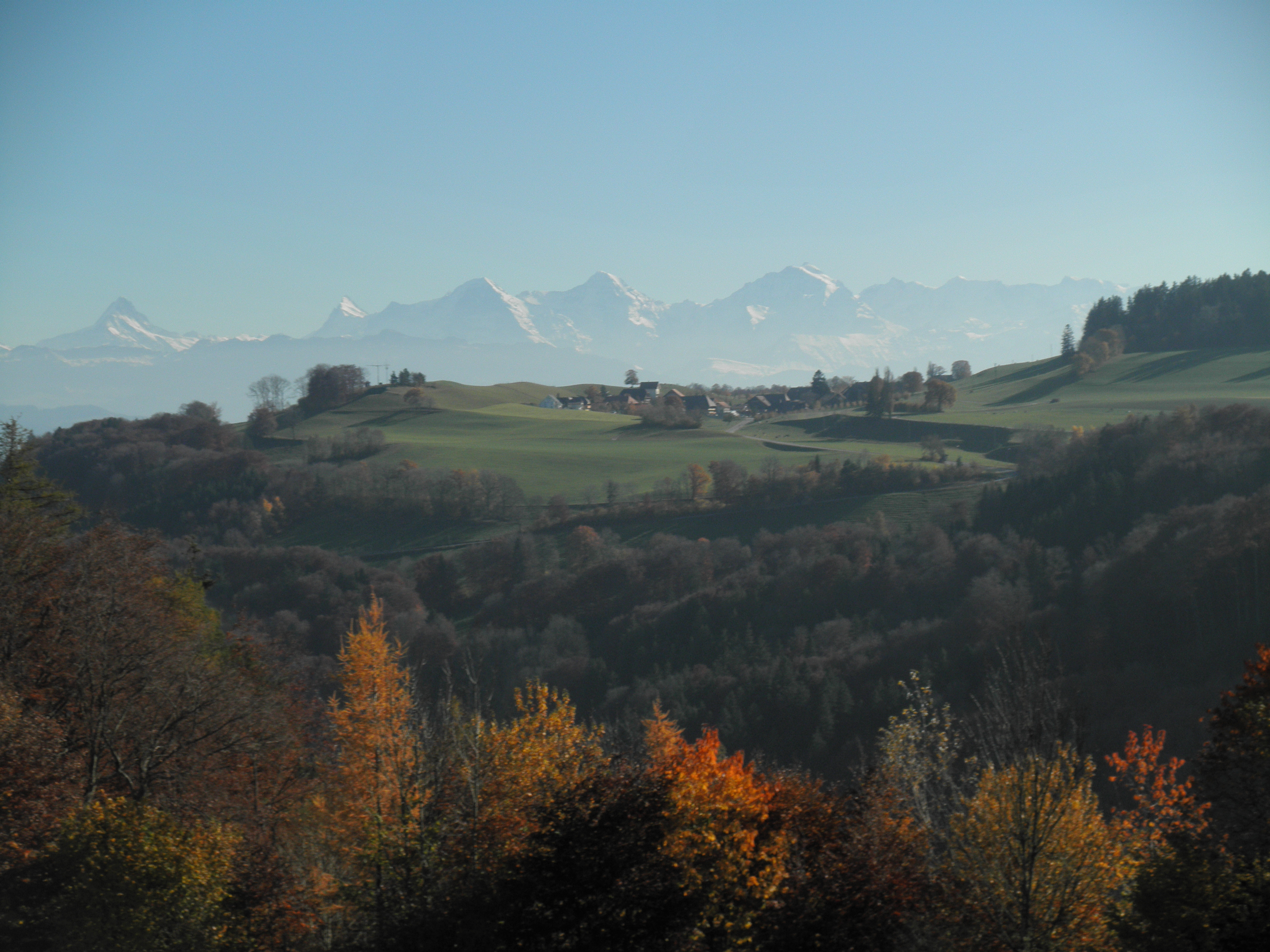
Ortsweiler Kühlewil bei Englisberg